# Brian Houghton Hodgson

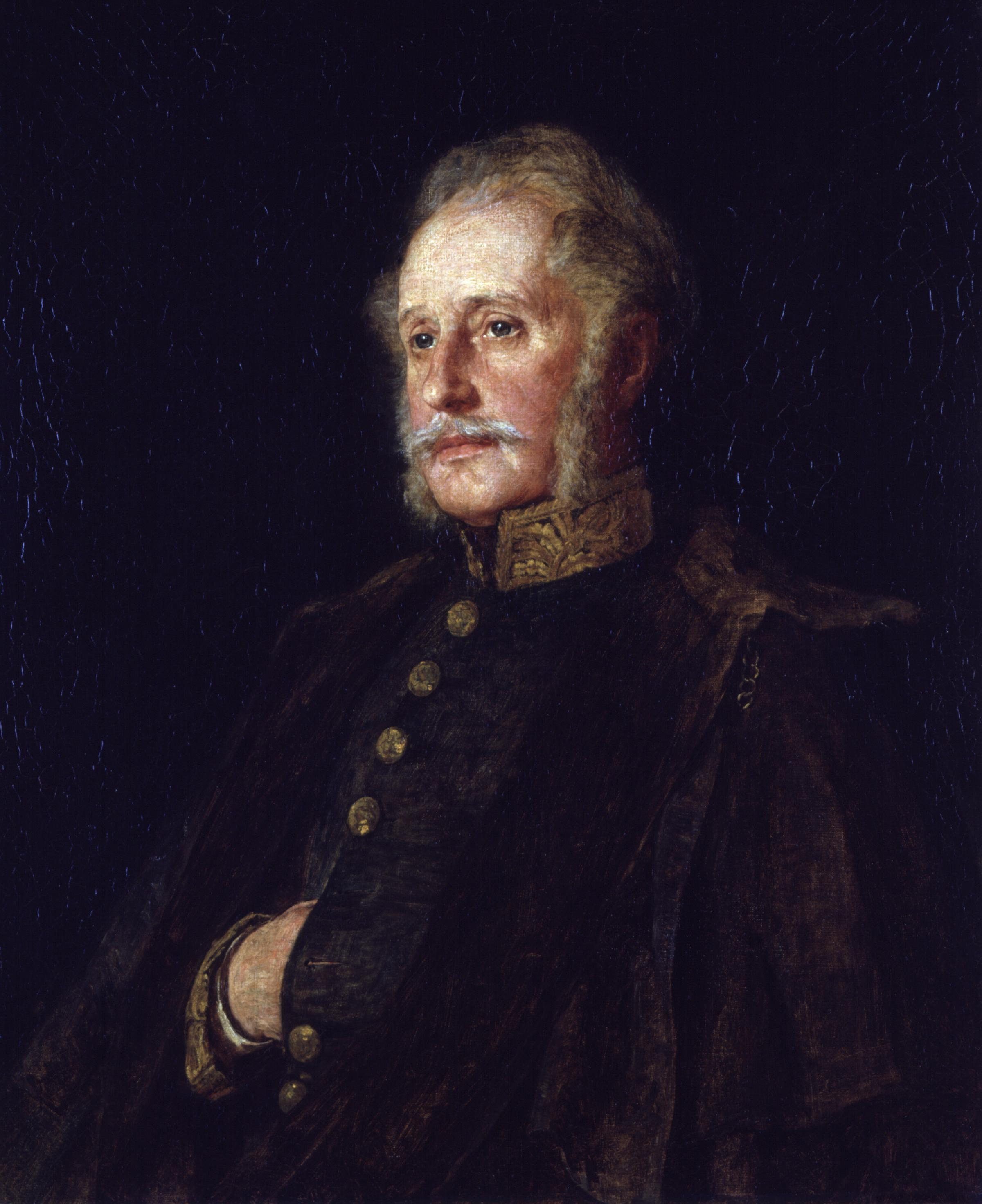
Brian Houghton Hodgson.

Brian Houghton Hodgson (Prestbury (Cheshire), Inglaterra, 1º de fevereiro de 1800 - 23 de maio de 1894) foi um dos primeiros naturalistas e etnólogos a trabalhar na Índia Britânica, onde era um funcionário público do governo britânico. Ele foi um estudioso acadêmico do budismo newar e escreveu extensivamente sobre uma variedade de tópicos relacionados à linguística e à religião. Foi um oponente da proposta britânica de introduzir o inglês como meio oficial de instrução nas escolas indianas.

## Publicações
- On the colonization of the Himalaya by Europeans (Da colonização do Himalaia por Europeus) (1856)
- On the Aborigines of India: the Kocch, Bodo and Dhimal Tribes (Dos Aborígenes da Índia: as tribos Kocch, Bodo e Dhimal) (1847)